# Pehr Zethelius
Pehr Zethelius, född 10 november 1740 i Ulrika Eleonora församling, Stockholm, död 8 juli 1810 i Stockholm, var en svensk guldsmed. Han var son till garvmästaren Erik Zethelius och Margareta Kristina Lund.

## Biografi
Zethelius inskrevs som lärling 1756 hos sin morbror Per Petersson Lund, och blev gesäll 1760 och mästare 1766. Efter avlagt och visat ett godkänt mästarstycke i form av en kaffekanna övertog han sin  morbrors verkstad. Pehr Zethelius var även åkare och tvingades under en tid att fly från Stockholm, sedan han varit inblandad i en lotteriskandal.
Han upparbetade verkstaden till en av Sveriges ledande silververkstäder i slutet av 1700-talet. Zethelius tidigare arbeten präglas av rokokon, men han fick sin stora konstnärliga betydelse som pionjär av den gustavianska stilen och från slutet av 1770-talet framträdde han med självständigt formgivna föremål som kom att bli stilbildande för andra silversmeder. Hans produktion var mycket stor vissa år i slutet av 1700-talet stämplade han lika mycket silver om samtliga Stockholmsmästare tillsammans. Han är representerad vid Nationalmuseum med en gustaviansk gräddsnipa från 1776 samt vid Nordiska museet, Hallwylska museet, Kungliga silverkammaren, Gustav V:s samlingar i Stockholm och Röhsska museet i Göteborg. Han har därtill utfört arbeten för Lagfors kapell i Medelpad, Kalmar kyrka i Uppland och Bolmsö kyrka i Småland.
Han gifte sig första gången 1767 med Christina Thunius, andra gången 1771 med Rosina Eliander och tredje gången 1778 med Catharina Emerentia Westrell. Bland barnen märks silversmederna Adolf (1781-1864) och Carl Zethelius (1783-1809) samt kokboksförfattaren Margaretha Nylander (1783-1876).